# نورمن ناتو
نورمن ناتو (انگلیسی: Norman Nato؛ زادهٔ ۸ ژوئیهٔ ۱۹۹۲) راننده خودروی مسابقه‌ای اهل فرانسه است.